# Лахава
Лахава (уст. Лохова) — река в России, протекает по Калужской области. Левый приток Рессеты.

## География
Река Лахава берёт начало восточнее платформы 333 км Московской железной дороги. Течёт на юг. На реке расположены населённые пункты Клетно, Слобода, Бояновичи. Устье реки находится в 96 км по левому берегу реки Рассета. Длина реки составляет 24 км, площадь водосборного бассейна — 177 км².

## Притоки
(км от устья)
- 6 км: Половной (лв)[4]
- 11 км: река без названия, у с. Слободы (пр)

## Данные водного реестра
По данным государственного водного реестра России относится к Окскому бассейновому округу, водохозяйственный участок реки — Ока от города Белёв до города Калуга, без рек Упа и Угра, речной подбассейн реки — бассейны притоков Оки до впадения Мокши. Речной бассейн реки — Ока. Код водного объекта в государственном водном реестре — 09010100512110000019807.